# Powiat Leski
Der Powiat Leski ist ein Powiat (Kreis) in der polnischen Woiwodschaft Karpatenvorland. Der Kreis hat eine Fläche von 834,86 km², auf der 26.600 Einwohner leben. 

## Gemeinden
Der Powiat umfasst fünf Gemeinden, davon eine Stadt-und-Land-Gemeinde sowie vier Landgemeinden.

### Stadt-und-Land-Gemeinde
- Lesko

### Landgemeinden
- Baligród
- Cisna
- Olszanica
- Solina